# 小玉梨々華
小玉 梨々華（こだま りりか、2000年10月1日 - ）は、日本の女性アイドル、わーすたのメンバーである。
北海道札幌市出身。エイベックス・マネジメント所属。愛称は、りりぃ。

## 略歴
小学校3年生のころからアクターズスタジオ北海道本部スターゲート校に通いはじめ、Onion's、Girls Dream、WRなどのユニットメンバーとして活動していた。
2013年、『avex アイドルオーディション2013』に合格。iDOL Streetのデビュー候補生であるストリート生に4期生として加入し、同年4月1日に開催された『ストリーーーーーグ』最終公演でストリート生内のチームであるe-Street SAPPOROメンバーとしてお披露目された。
同年8月7日、「hanaガール」とiDOL Streetがコラボレーションしたアイドルユニットhanarichuのメンバーに選ばれた。hanarichuでは3枚のインディーズシングルを発表。3rdシングル「カラフルハイタッチ／卒業カウントダウン」では、WRで組んでいた吉田凜音と再びデュオを組み、りりりんねとして「卒業カウントダウン」を歌唱している。
hanarichuの活動とストリート生の活動を並行して行っていたが、2015年3月29日に開催された『iDOL Street ストリート生全校集会 〜2014年度終業式〜』でiDOL Street第4弾グループわーすたのメンバーに選ばれたことが発表された。メジャーデビューグループに選ばれたことにより、同年3月31日をもってストリート生としての活動を終了し、同年8月8日をもってhanarichuを卒業した。

## 人物
わーすたでのイメージカラーはパステルブルー、公式ニックネームは、りりぃ。
アイドルを目指したきっかけについて、「小3からスクールに通っていて、ダンスや演技などをやっていました！そのうちユニットを組んだりしてライブなどで歌っているうちに、楽しくてアイドルになりたいと思うようになりました」と語っている。将来の夢は女優である。
好きなアーティストは、back number。

## 作品

### 楽曲
- いただきマーチ（『コピンクス!メロディーズ2〜focalize〜』収録、2014年10月08日、「小玉梨々華と藤巻直哉」名義） - 静岡朝日テレビ「ch223 〜music pinkiss〜」テーマ

## 出演

### テレビ
- ch223 〜music pinkiss〜（静岡朝日テレビ）
  - アイドルから学べること（2014年2月22日） - 小玉の密着取材を中心に構成[15][16]
  - 二人のディファレンス（2015年2月21日） - 吉田凜音との対談[17]
- ストリーーーーーーグ!〜バレンタイン大作戦〜（2015年2月1日、BS-TBS） - ドラマ「恋するチーズケーキ」主演・今井沙耶 役[18]

### CM
- ホクレン農業協同組合連合会「くるるの杜 くるるの笑顔 春・夏 篇」（2010年）[19]
- 東洋ゴム工業「TOYO TIRES GARIT G5 篇」（2011年）[20]
- サンポット「地中熱ヒートポンプ ちびっこ博士 篇」（2013年）[21]

### MV
- GReeeeN「ソラシド」（2011年）[22]

### ライブ・イベント
- ピンクス&コピンクス! ラストライブ2016 MOMENT（2016年3月12日、ディファ有明） - りりりんねとして出演[23]
- Tokyo Street Collection（2018年5月3日、武蔵野の森総合スポーツプラザ メインアリーナ） - モデルとして出演[24][25]
- 渋谷LOFT9アイドル倶楽部vol.6（2018年7月24日、LOFT9 Shibuya）[26]
- 令和のオラキオ3（2020年12月10日、LOFT9 Shibuya）[27]

## 書籍

### 写真集
- わーすた 小玉梨々華 1st写真集『素顔』（2022年11月22日、主婦の友インフォス）ISBN 978-4-07-452759-5[28]